# Raymond Brown (basket-ball)
Pour les articles homonymes, voir Raymond Brown et Brown.
Raymond Brown est un ancien joueur américain de basket-ball, né le 5 juillet 1965 à Atlanta.

## Biographie
Après une riche expérience au niveau universitaire (NCAA), Raymond Brown signe son premier contrat professionnel en NBA, au Jazz de l'Utah, en 1989. En 16 rencontres, il ne tourne qu'à seulement 1 point par match. C'est finalement en CBA, chez les Thrillers de Rapid City, que le jeune Raymond Brown prend enfin son envol. Il compile alors 14,9 points et 9,4 rebonds durant la saison régulière 1989-1990. De 1990 à 1995, Brown évolue en Espagne dans deux clubs de l'élite: à Elosua Léon et Cáceres CB. En Europe, il s'affirme comme un solide intérieur comme l'illustre sa saison 1994-1995, en Coupe Korać à Cáceres avec 19,8 points et 7 rebonds en moyenne par match. Ses bonnes performances lui vaudront de venir au Limoges CSP qui dispute alors l'Euroligue (1995-1996). Hélas, au grand dam des limougeauds, le 16 novembre 1995, Raymond Brown se blesse et est remplacé pour le reste de la saison par George Montgomery. En janvier 1996, il retrouve une équipe en Espagne, la Joventut Badalona. Pourtant, il sera coupé deux mois plus tard par le club catalan. Lors de la saison 1996-1997, Fuenlabrada (Liga ACB) recrute Brown et participe aux play-offs grâce à son intérieur américain. Par la suite, Brown effectue des saisons en Italie et en Argentine. Il termine sa carrière en 2001 au Atenas Cordoba (Ligue 1 Argentine) et atteint avec ce dernier, la demi-finale du championnat d’Amérique du Sud.

## Palmarès
- 2000-2001: Demi-finaliste du championnat d’Amérique du Sud avec Cordoba.

## Nominations
- 1987-1988: Membre de la Big Sky first Team.
- 1988-1989: Membre de la Big Sky first Team.
- 1989: Drafté au 6e tour (81e choix) par San José (CBA).
- 1989-1990: Membre de la CBA All Rookie Team.